# Avenida Las Torres (Santiago de Chile)
La avenida Las Torres es una arteria vial del sector norponiente y surponiente de Santiago de la ciudad de Santiago de Chile. Esta avenida posee como particularidad estar segmentada en varias etapas, y los espacios, aun cuando pueden llegar a ser interrumpida en cuatro grandes secciones y tener más de 600 metros de separación entre etapas, sigue siendo considerada como un eje único dentro del Gran Santiago.

## Historia
La calle aún no existía para inicios del siglo XX; sólo hay un trazado de un camino menor en la "Predio El Toro" que sigue el trazado de esta avenida. Tampoco se dan señales de su existencia en 1960.
Con la expansión urbana de Maipú y su posterior unión con el resto del gran Santiago, entre la década de 1970 a 1990 los barrios de Maipú que son cruzados por esta avenida fueron construidos, dejando en medio de estos el trazado de la actual avenida.
En 1989 y 1991 esta avenida fue utilizada para definir el límite comunal entre Cerrillos y Maipú. En 1995 la avenida ya poseía su trazado actual.

## Características
La Avenida se extiende desde el norte hacia el sur originándose en la Avenida Costanera Sur —Cerro Navia—, si la avenida continuase hacia el norte cruzando el río Mapocho, esta coincidiría con una avenida de corta extensión llamada Clotario Blest Riffo. Avanzando 750 metros el primer obstáculo que secciona a la avenida aparece, la Subestación eléctrica Cerro Navia de la empresa HQI Transelec. Todo este primer tramo está compuesto por un parque central rodeado por dos calles de una pista.
Luego, la segunda sección es una calle de 150 m llamada Las Torres que luego se une en un cruce y con otra calle llamada Torre de Pisa; este nombre predomina por 460 m. Esta calle en el cruce con la Avenida José Joaquín Pérez retoma su nombre de Las Torres. En el cruce de Av. Las Torres con calle San Francisco, Las Torres deja de ser de un solo sentido. Sin embargo, esta sección de la avenida posee un solo sentido, siendo paralela a la calle Las Encinas por 1,8 km. En cierto punto Las Encinas bifurca. Entre Avenida San Pablo y Avenida General Óscar Bonilla, Las Torres se extiende ininterrumpidamente, y posee un parque que lo acompaña.
En esta parte, la avenida es cortada 200 m por la Ruta 68 y su caletera. Ya en la comuna de Pudahuel, la Avenida pasa a ser una calle de doble sentido por 300 metros, y desde su intersección con calle La Travesía, la avenida pasa a poseer 4 pistas en dos calles y un bandejon central que es un parque de 40 m de ancho. De aquí en adelante se extiende por Maipú, cruza Avenida Pajaritos, pasa por sobre el canal Ortuzano, llegando hasta calle Isabel Riquelme. Este es un tramo de 2,6 km de longitud.
La venida es abruptamente cortada 600 m, debido a la presencia del zanjón de la Aguada y la Autopista del Sol. Es de destacar que por sobre la Autopista, se encuentra construido un puente de cuatro pistas que no se encuentra conectado a ninguna otra vía, y este se alinea  con el recorrido de la avenida.
En la zona donde se retoma la avenida al sur dentro de la comuna de Cerrillos, existe un desnivel de 14 metros a causa del cerro El Aparato, y continua en pendiente por 360 m.
Luego, 600 m de vía no existen, ya que deben atravesar un antiguo humedal —ahora seco—, parte de la vía del ramal Santiago-Cartagena y la Avenida Salvador Allende. Secciones de este tramo poseen pendientes del 20% de elevación y descenso.
Posteriormente, la avenida sigue su curso hacia el sur, cruza la Autopista Vespucio Sur, la avenida 5 de Abril y la Av. Calle Blanca; todo esto por un tramo de 1,80 km. La avenida tiene su término en el frontis de la Compañía Industrial de Catres.
Sin embargo, existe una silueta de camino por sobre 2 km de industrias, compuesta por estacionamientos y patios interiores, que sugiere la extensión de la vía hasta la Avenida Camino a Lonquén.[cita requerida]

## Hitos públicos
En su extremo norte se puede hallar el río Mapocho y el parque Mapocho Poniente, Subestación eléctrica Cerro Navia de la empresa HQI Transelec, el edilicio de la comuna de Cerro Navia, el colegio BAU junto con el Estadio John Kennedy.
En la zona sur, la avenida "cruza" el canal Ortuzano, zanjón de la Aguada y la Autopista del Sol; se encuentra al costado del Mirador de Santiago; también pasa junto al Estadio Municipal Benito Juárez y los terrenos de la antigua Feria Internacional de Santiago.
Es en las comunas de Maipú y Cerrillos donde se ha planificado la construcción del Parque Ortuzano y el parque Isabel Riquelme.

## Transporte

### Red Metropolitana de Movilidad
A través de toda su extensión, una cierta cantidad de recorridos de transporte público pasan por las secciones de esta avenida: 101/c - 385 - 424 - I02 - I03 -I04 - I17 - I18 - I20 - J01 - J04 - J08 - J10 - J13/c - J15c.

### Futuro
Con la construcción del servicio Metrotren Melipilla, se construirán dos estaciones próximas a la avenida, las que son estación Lo Errázuriz y estación Américo Vespucio, ambas a menos de cuatro cuadras de la avenida. Esto también haría que este cerca de la futura estación de metro Lo Errázuriz.

## Etimología
El nombre de la avenida deriva de las torres de alta tensión que se ubican en sus cercanías, las cuales llevan la electricidad desde una subcentral eléctrica ubicada en la avenida Mapocho, en Cerro Navia, hacia el norte, llegando incluso a Renca, y al sur pasando el Aeródromo Los Cerrillos.[cita requerida]
Con anterioridad, en el tramo que cruza la Villa Italia, en Cerro Navia, a la vía se le llamó avenida Torre de Pisa, nombre que en la actualidad no existe.